# Лисятичи (Львовская область)
Лисятичи (укр. Лисятичі) — село в Стрыйской городской общине Стрыйского района Львовской области Украины.
Население по переписи 2001 года составляло 1791 человек. Занимает площадь 25,56 км². Почтовый индекс — 82421. Телефонный код — 3245.

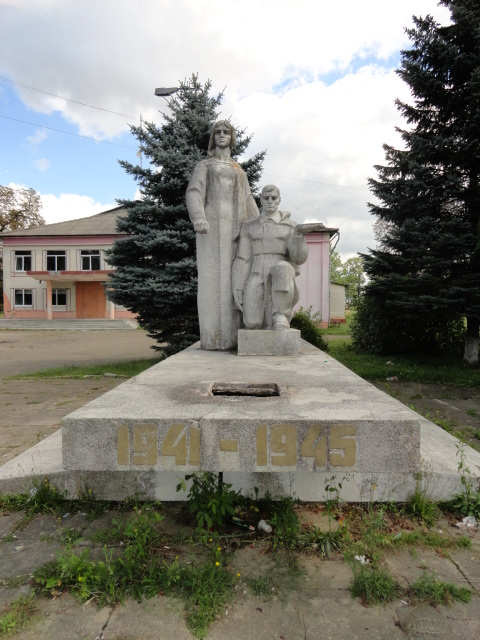
Памятник воинам Советской Армии, павшим при освобождении с. Лисятичи (1941—1944)